# Rudolf Felder

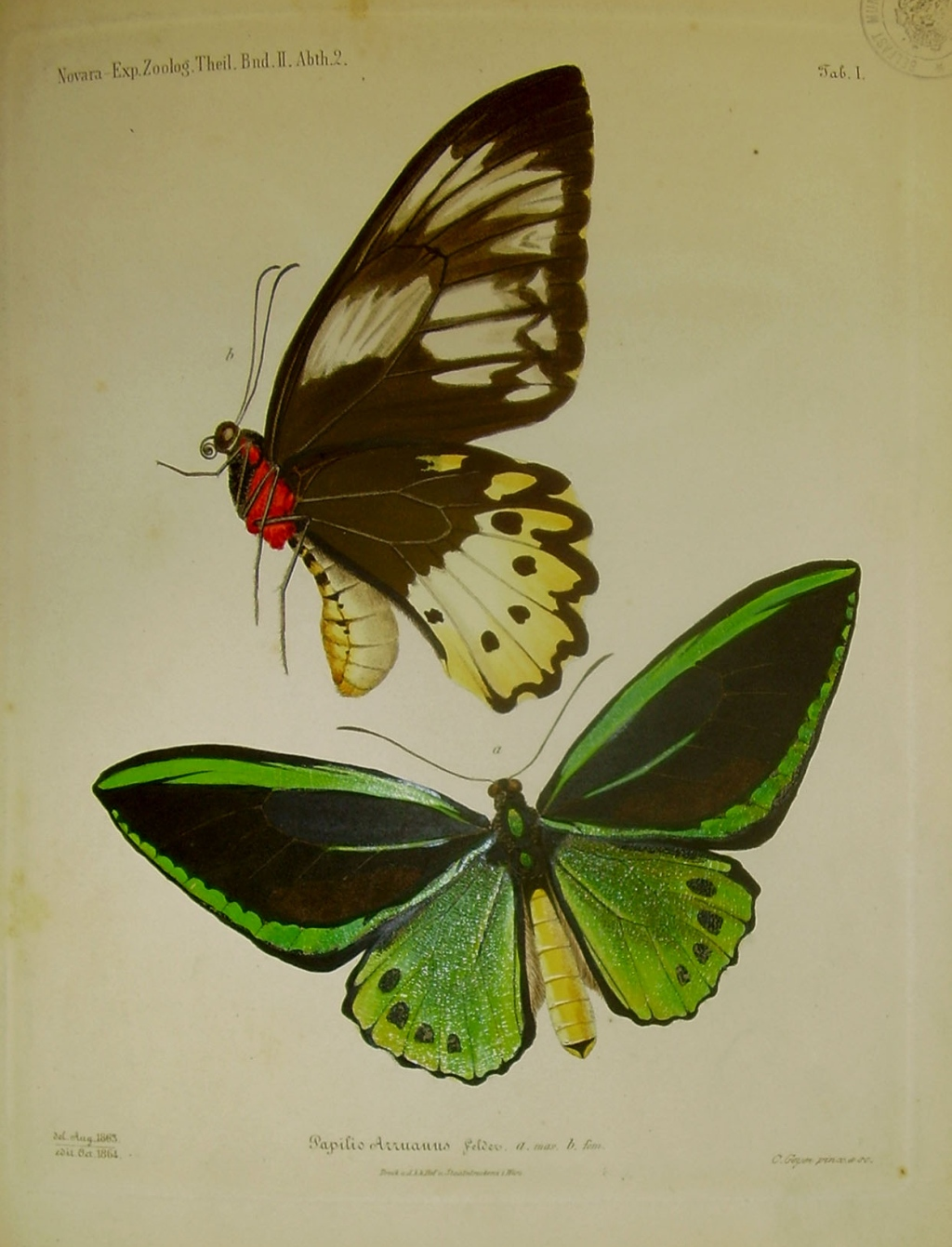
Tabule z Felderovy práce Reise Fregatte Novara

Rudolf Felder (2. května 1842, Vídeň, Rakouské císařství – 29 . března 1871, Vídeň, Rakousko-Uhersko) byl rakouský právník a entomolog. Zabýval se především motýly. Spolupracoval, jak ve sběru tak publikačně, hlavně se svým otcem Cajetanem Felderem.